# コット
コット（仏: cotte）は、男性は12世紀の末（女性は13世紀に入ってから）14世紀半ばまで、西欧の男女に着られた丈長のチュニック型衣服のこと。
シェーンズ（シュミーズ）とブレー（ホーズとも。白麻のズボンのこと。男性のみ）の上に重ねて着る緩やかな長袖のチュニックで、男性は長くても踝丈、女性は床に引きずる程度の長さであった。
最大の特徴は腕にぴったりとした狭い袖で、脱ぎ着するたびに肘から先の部分に当たる袖を糸で縫っていた様子が、14世紀末の『薔薇物語』などにも描写されている。
14世紀に入って、イタリアから導入された「大胆なコット」を意味するコタルディという変種も登場するが、形状が大きく異なるため詳細は当該項目で説明する。

## 概要
元々はコット・ダルムという鎧の上に羽織る衣服が起源で、同じ丈長のチュニックである前時代のブリオーに比べて幾分簡便な印象である。
絵画などでは、上半身に比べて裾が広がっており、裾部に三角形のマチを入れる工夫がなされていたと考えられている。
外出時は上にシュールコー（サーコート）という上着を着るが、家の中ではコットのみで過ごし、昼ごろまで袖も縫わずにいることも多かった。他人と面会するときはエチケットとして袖を縫ったが、ごく親しい間柄では袖を縫わないで会うこともあった。
基本的に緩やかな仕立てだが、14世紀末にイタリアの詩人ペトラルカが弟へ送った書簡の中で、自分の苦悩をコットを紐で締め上げるような苦痛と表現しており、脇部分に紐を付けてウエストを強調するタイプもあった可能性がある。コタルディなどの登場でわかる通り、イタリアの好みは比較的タイトで丈の短い軽快な仕立てであった。

## 装飾など
当時コットの袖は本体とは別付けとなっていた。庶民の女性は日曜日や祝祭日の御洒落として付け袖を付けたが、貴婦人たちは好きなだけふんだんに刺繍を凝らした豪華な袖を身に付けた。袖と言っても純然たる装飾品でリボンなどで取り付けていたらしく、ルネ・ダンジューの妻イザベル・ド・ロレーヌは、宗教劇の観劇中に本人さえ気づかないまま袖の片方を盗まれている。女性のシュミーズの袖は、彼女に愛情と忠誠を捧げる騎士に貸し与えられて馬上槍試合で身につけられた。馬上試合から帰還した騎士は借り受けた袖を恭しく差しだし、貴婦人はその袖を再び身に付けた。激しい戦いによって切り裂かれて時には血の滲んだ袖を身につけることは、袖の持ち主である貴婦人が騎士からひたむきな愛情と献身を得ている証でもあった。
衣服の装飾としては、捺染と刺繍が盛んに行われた。神聖ローマ皇帝ハインリヒ2世の妻クニグンデは白地に赤の散らし模様の服を着ており、オットー3世は「ヨハネ黙示録」の刺繍があるマントを所持していた。ハンガリー王イシュトヴァーン1世は妻のギーゼラが刺繍したマントを身に着けていた。
衣服の生地としては、ウールが中心的で、主にイングランドが高級品、フリースラント地方が一般向けの品の生産拠点であった。絹製品は非常に人気があり、絹の製法がいち早く持ち込まれたシチリア、工業生産を開始したヴェネツィアなどに続いて、14世紀の初めごろにはチューリッヒなどでも生産が始まっていた。ビロードはルッカの名産でヴェネツィアではウールの模造ビロードが生産されていた。ツィンデルと呼ばれた薄いタフタの一種、プフェラーという金襴緞子も出回っている。そのほかに、12世紀ごろから工業的生産が始まっているリンネル、オリエントから渡来して間もない木綿、両者を混織したフスティアン織などもある。